# الغزو الهولندي لجزر باندا
كان الغزو الهولندي لجزر باندا عملية غزو عسكري لجزر باندا امتدت منذ عام 1609 حتى عام 1621 قامت به شركة الهند الشرقية الهولندية. شعر الهولنديون، بعد أن احتكروا في الجزر إنتاج جوزة الطيب المربح للغاية، بالخوف إزاء المقاومة الباندية للتعليمات الهولندية ببيع الإنتاج للهولنديين فقط. وفّر موت ضابط هولندي على يدي مقاوم باندي ذريعة حرب لغزو قسري للجزر. أصبحت الجزر خالية من السكان نتيجة القتال والمجاعة والمجازر والترحيل القسري من قبل الهولنديين.
كانت شركة الهند الشرقية الهولندية، التي أسست عام 1602 إثر اندماج 12 شركة تجارية، تمتلك مصالح مالية كبرى في جنوب شرق آسيا البحري، مصدر توابل مربحة للغاية كان ثمة طلب كبير عليها في أوروبا. كانت بعثة هولندية قد أقامت صلات مسبقًا مع الجزر في عام 1599، ووقعت عدة عقود مع زعماء بانديين. ازدادت ربحية التوابل من حقيقة أنها لم تنمو في أي مكان آخر على الأرض، مما جعلها ذات قيمة كبيرة لمن يتحكم بها. مع مقاومة البانديين لمحاولة الهولنديين احتكار التوابل ومنعهم من البيع لأي مجموعة أخرى، قرر الهولنديون احتلال الجزر بالقوة. وبمساعدة المرتزقة اليابانيين، شن الهولنديون عدة حملات عسكرية ضد البانديين.
بلغ الغزو ذروته في مذبحة باندا، التي شهدت مقتل 2800 باندي واستعباد 1700 من قبل الهولنديين. إلى جانب الجوع والقتال المستمر، شعر البانديون أنهم لا يستطيعون الاستمرار في مقاومة الهولنديين وتفاوضوا على الاستسلام عام 1621. رحّل يان بيترسزون كوين، الضابط المسؤول عن القتال، البانديين المتبقين البالغ عددهم 1000 إلى باتافيا. مع انتهاء مقاومة البانديين، ضمن الهولنديون احتكاراتهم الثمينة لتجارة التوابل.

## الخلفية
انطلقت الرحلة الهولندية الأولى لاستكشاف جزر باندا، وكذلك أيضًا سلطنتي بنتن وترنات وجزيرة أمبون، من قبل شركة تجارية Voorcompagnie في 1 مايو 1598. أبحر أسطول بقيادة جاكوب كورنليزون فان نيك وجاكوب فان هيمسكيرك وويبراند فان وارويك وأقام صلات بسكان جزيرة باندا في عام 1599. وقّع هيمسكيرك عدة عقود مع زعماء بانديين وأنشأ مركزًا لتجارة التوابل. اعتُبرت جزر باندا البركانية فريدة من نوعها نظرًا إلى توافر جوزة الطيب والصلصال، والتي لم تنمو في أي مكان آخر في العالم، لتتمتع بذلك بقيمة تجارية قصوى.

## التجارة الباكرة والنزاعات

### معركة باندا نيرا
أُسست شركة الهند الشرقية الهولندية (التي عُرفت باختصارها الهولندي في أو سي VOC) في 20 مارس عام 1602 إثر اندماج 12 شركة تجارية، وامتلكت الحق الحصري في كافة أعمال الملاحة والتجارة الهولندية في آسيا وجزر الهند الشرقية، بما في ذلك الحق في إبرام المعاهدات وإعلان الحرب وشنها وإنشاء الحصون والمراكز التجارية. في أوائل أبريل 1609، وصل أسطول هولندي بقيادة بيتر فيليمسز فيرهوف إلى باندا نيرا وأراد فرض بناء حصن. فضّل البانديون التجارة الحرة بهدف أن يتمكنوا من دفع تجار الدول الأوروبية المختلفة إلى المضاربة ضد بعضهم بعضًا وأن يبيعوا منتجاتهم لمن يقدم العرض الأعلى. وبالرغم من ذلك، سعى الهولنديون إلى تأسيس احتكار على تجارة التوابل من أجل إجبار البانديين على بيع منتجاتهم للهولنديين. كانت المفاوضات عسيرة، وفي لحظة معينة في أواخر مايو 1609 استدرج زعماء القبائل البانديون فيرهوف وقائدين آخرين كانا قد تركا أسطولهما إلى كمين نصبوه في الغابات وقلتوهم. ذبح البانديون الحرس أيضًا، فكانت المحصلة النهائية للقتلى 46 هولنديًا. كان رد فعل الجنود الهولنديين نهب عدة قرى باندية وتدميرها سفنها. في أغسطس، وُقع اتفاق سلام يلائم الهولنديين: أقر البانديون بسلطة الهولنديين على تجارة التوابل واحتكارهم لها. في العام نفسه، بُني حصن ناسو في باندا نيرا للتحكم بتجارة جوزة الطيب.

### البعثات ضد لونتور وران وآي
حلّ بيت هاين محل فيرهوف كقائد للأسطول. بعد الانتهاء من بناء حصن ناسو، أبحر الأسطول شمالًا إلى تيرنات التي سمح سلطانها للهولنديين بإعادة بناء قلعة ملاوية قديمة قديمة غُيّر اسمها إلى حصن أروانج عام 1609. أصبحت هذه عاصمة الأمر الواقع لشركة الهند الشرقية الهولندية إلى أن أسست باتافيا (جاكرتا في يومنا هذا) في جافا عام 1619. دخل الهولنديون في حرب قصيرة بين سلطنة تيرنات وجزيرة مملكة تيدور القريبة. في مارس من عام 1610، وصل هاين إلى أمبون، وبعد مفاوضات طويلة ولكنها تكللت بالنجاح في النهاية بشأن صفقة قرنفل ضخمة مع الأمبونيين منذ مارس حتى نوفمبر 1610، قاد حملتين عسكريتين تأديبيتين أوائل العام 1611 على جزر لونتور الباندية (التي تُعرف أيضًا بلونتار أو باندا بيسار) وبولو ران. بعد ذلك، أوكلت له مهمة بناء حصن بيلغيكا على باندا نيرا، التي أصبحت القلعة الهولندية على جزر باندا. إلا أن هجومًا شنه الهولنديون على جزيرة آي عام 1610 انتهى بالفشل.

### غزو آي
استاء البانديون من الالتزام المفروض بالعنف بالتجارة حصريًا مع الهولنديين. وأخلّوا بمعاهدتهم مع الهولنديين من خلال التجارة مع الإنجليز (الذين عرضوا أسعارًا أفضل)، وتجار ملايو وجاوي وماكاساري (الذين باعوا التوابل للبرتغاليين). مع عدم قبوله بعد الآن بهذا التدخل في مصالحهم التجارية، توصل مدير شركة الهند الشرقية الهولندية، هيرين السابع عشر، بحلول عام 1614 إلى أنه من الضروري غزو الأرخبيل الباندي بأكمله، حتى لو كان ذلك يعني إبادة السكان الأصليين وعبئًا ثقيلًا على نفقات الشركة. لتحقيق تلك الغاية، قاد الحاكم العام جيرارد رينست جيشًا إلى باندا نيرا في 21 مارس 1615 ومن ثم شنّ حملة تأديبية ضد جزيرة آي (أو بولو آي) في 14 مايو 1615. شُن هجوم ناجح في البداية على قلاع السكان الأصليين، إلا أن القوات الهولندية لجأت إلى النهب في وقت مبكر جدًا. أعاد الإنجليز، الذين انسحبوا إلى ران، تجميع صفوفهم وشنوا هجومًا مضادًا مباغتًا في الليلة نفسها التي تمكنوا خلالها من قتل 200 هولندي. قرر رينست الانسحاب من آي بهدف غزو الجزيرة لاحقًا ومنع الإنجليز أولًا من الحصول على القرنفل في أمبون، إلا إنه توفّي إثر إصابته بمرض في ديسمبر عام 1615. توسّل البانديون حماية الإنجليز من الهولنديين المكروهين، وأرسلوا مبعوثًا إلى المصنع الإنجليزي في بانتن يحمل رسالة:
لذلك نحن جميعًا نرغب في التوصل إلى اتفاق مع ملك إنجلترا، لأن الهولنديين الآن يلجأون إلى كل الوسائل الممكنة لغزو بلادنا وتدمير ديننا، ولذلك نحن جميعًا في جزيرة باندا نكره بشدة رؤية هؤلاء الهولنديين، أبناء العاهرات، إذ إنهم يتمادون في الكذب والدناءة والرغبة في التغلب على جميع أبناء الوطن بالخيانة ... إن كان الأمر كذلك فإن ملك إنجلترا بدافع حبه لنا سيحمي بلدنا وديننا وسيمدنا بقذائف المدفعية وسيساعدنا على استعادة قلعة نيرا لنكون قادرين على شن حرب على الهولنديين، وبعون الله فإن جميع التوابل، التي تنتجها أرضنا، لن تباع سوى لملك إنجلترا.
في أبريل 1616، قاد يان ديركسون لام 263 رجلًا وتمكن من الاستيلاء على آي بعد مواجهة مقاومة شرسة. قرر لام أن يجعل من الجزيرة عبرة لمن يعتبر، فقتل كل من يشارك في المقاومة، في حين غرق 400 مواطن آخر (بينهم العديد من النساء والأطفال) أثناء محاولتهم الفرار إلى جزيرة ران الغربية القريبة التي يسيطر عليها الإنجليز.